# Gmina Brela
Gmina Brela (chorw. Općina Brela) – gmina w Chorwacji, w żupanii splicko-dalmatyńskiej. W 2011 roku liczyła 1703 mieszkańców.

## Miejscowości
Gmina składa się z następujących miejscowości:
- Brela
- Gornja Brela